# Ajit Singh Gill
Ajit Singh Gill (Kuala Lumpur, Malasia británica, 21 de marzo de 1928 - 16 de enero de 2024) fue un jugador de hockey sobre hierba singapurense nacido en la Malasia británica que participó en los Juegos Olímpicos de 1956.
Al morir era el competidor olímpico más viejo de Singapur con vida.

## Carrera

### Club
| Periodo   | Club                         |
| --------- | ---------------------------- |
| 1948-1951 | Selangor Indian Association  |
| 1952-1975 | Singapore Indian Association |

### Selección nacional
Jugó para Singapur en los Juegos Olímpicos de Melbourne 1956 donde finalizó en octavo lugar.

## Tras el retiro
Luego de retirarse fue entrenador de críquet y hockey sobre hierba en 1985. Después practicó golf y marcha atlética. Llegó a la final del ASEAN Senior Amateur Golf Championship en 1990. También ganó la medalla de oro en los 5000 metros de marcha atlética en el Asia Masters Athletics Championships.